# Carlo Monza
Carlo Monza (Milano, 1735 – Milano, 19 dicembre 1801) è stato un compositore e organista italiano.

## Biografia
Studiò musica sotto la guida di Giovanni Andrea Fioroni e probabilmente anche di Giovanni Battista Sammartini, al quale fu molto legato. Quest'ultimo nel 1768 fu nominato maestro di cappella della corte ducale milanese e contemporaneamente Monza gli succedette nella posizione di organista titolare della cappella. Il 22 maggio 1771 fu ammesso membro all'Accademia Filarmonica di Bologna e nel 1775, con la morte di Sammartini, acquisì la direzione della cappella ducale di Milano. Il 28 dicembre 1787 a questa carica affiancò anche quella di maestro di cappella del Duomo di Milano, per la quale aveva già effettuato richiesta nel 1773 e nel 1778. Nel 1785 abbandonò la carriera di operista che aveva intrapreso nel 1758, e che lo aveva portato ad ottenere numerosi successi, per dedicarsi esclusivamente alla composizione di musica sacra.

## Considerazioni sull'artista
Monza compose un considerevole numero di opere, senza però superare il livello generale dei compositori del suo tempo. Egli prese parte alla sintesi dell'opera franco-italiano che ebbe luogo dopo la metà del XVIII secolo: nel 1766 mise in scena l'Oreste (su libretto di Mattia Verazi) al Teatro Regio di Torino e nel 1784 presentò l'Ifigenia in Tauride (su libretto di Marco Coltellini) nella città natale. Questi due drammi includono diversi elementi tipici dell'opera lirica francese, come scene complesse, cori, pantomime, danze, un maggior numero di recitativi accompagnati e melodie più patetiche che declamatorie.
Fu inoltre un prolifico compositore di musica sacra, quasi tutta sopravvissuta; si contano oltre 228 lavori, scritti soprattutto per la cattedrale milanese. In questo ambito si distinse soprattutto per i suoi brillanti mottetti per voce solista e il suo stile contrappuntistico, con il quale dimostrò di poter eguagliare il suo insegnante Fioroni. Scrisse inoltre diversi lavori strumentali, molti dei quali furono pubblicati negli anni '80 a Londra.
Nel 1770 Charles Burney, in viaggio attraverso l'Italia, ebbe occasione di ascoltare, sia a Milano che a Firenze, una sua messa, che giudicò un lavoro geniale. Inoltre egli considerò Monza il miglior compositore d'opera milanese.

## Composizioni

### Opere
- Olimpiade (dramma per musica, libretto di Pietro Metastasio, 1758, Milano)
- Sesostri, re d'Egitto (dramma per musica, libretto di Pietro Pariati, 1759, Milano)
- Achille in Sciro (dramma per musica, libretto di Pietro Metastasio, 1764, Milano)
- Temistocle (dramma per musica, libretto di Pietro Metastasio, 1766, Milano)
- Oreste (dramma per musica, libretto di Mattia Verazi, 1766, Torino)
- Demetrio (dramma per musica, libretto di Pietro Metastasio, 1769, Roma)
- Adriano in Siria (dramma per musica, libretto di Pietro Metastasio, 1769, Teatro San Carlo di Napoli)
- Germanico in Germania (dramma per musica, libretto di Nicola Coluzzi, 1770, Roma)
- Il finto cavalier parigino (intermezzi per musica, 1770, Roma; ripreso anche come il Cavalier parigino, 1777, Milano)
- Nitteti (dramma per musica, libretto di Pietro Metastasio, 1771, Milano)
- Ariosto e Temira (dramma per musica, libretto di L. V. Savioli, 1771, Bologna)
- Antigono (dramma per musica, libretto di Pietro Metastasio, 1772, Roma)
- Alessandro nell'Indie (dramma per musica, libretto di Pietro Metastasio, 1775, Milano)
- Cleopatra (dramma per musica, libretto di Cesare Olivieri, 1775, Teatro Regio di Torino diretta da Gaetano Pugnani con Giuseppe Aprile)
- Demofoonte (dramma per musica, libretto di Pietro Metastasio, 1776, Alessandria)
- Caio Mario (dramma per musica, libretto di Gaetano Roccaforte, 1777, Venezia)
- Attilio Regolo (dramma per musica, libretto di Pietro Metastasio; mai rappresentata, scritta per essere messa in scena a Monaco nel carnevale del 1777-8)
- Ifigenia in Tauride (dramma per musica, libretto di Marco Coltellini, 1784, Milano)
- Enea in Cartagine (dramma per musica, libretto di Giuseppe Maria D'Orengo, 1784, Alessandria)
- Erifile (dramma per musica, libretto di Giovanni De Gamerra, 1785, Teatro Regio di Torino diretta da Pugnani con Giacomo David)

### Musica sacra
- 13 messe
- 30 Gloria
- 10 Credo
- 8 Credo, Sanctus e Benedictus
- Sanctus e Benedictus
- 4 introiti
- 3 graduali
- 18 offertori
- 14 antifone
- 39 inni
- 2 post-inni
- 39 salmi
- 17 Ecce nunc
- 11 Magnificat
- 11 Magnificat e Pater noster
- 11 Pater noster
- 20 mottetti per 1 voce
- 21 mottetti per 2 voci
- 5 mottetti per 3-8 voci
- Litania
- 3 Lucernario
- Pange lingua

### Musica strumentale

#### Orchestrale
- 5 ouverture in re magg.
- 1 ouverture in si magg.
- 4 sinfonie in re magg.
- Altre sinfonie

#### Da camera
- 6 trii per archi, op. 1
- 6 quartetti per archi, op. 2
- 6 sonate per clavicembalo e violino accompagnato, op. 3
- 7 notturni per trio d'archi
- Sonata per flauto, 2 violini, 2 corni e basso in do magg.
- 2 sonate per salterio e basso in do magg. e sol magg.
- Altri lavori strumentali da camera

#### Per tastiera
- Varie sonate per clavicembalo
- Varie sonate per organo
- Pastorale per organo
- 6 variazioni per clavicembalo